# 이매진 드래곤스
이매진 드래곤스(영어: Imagine Dragons)는 2008년 미국 네바다주 라스베이거스에서 결성한 얼터너티브 록 밴드이다.

## 상세
댄 레이놀즈를 제외한 멤버들 모두 보스턴의 명문 버클리 음악 대학을 다녔다. 2010년 첫 이 앨범으로 Hell and Silence 을 냈으며 2011년 EP 앨범 It's Time 을 냈다. 1집으로 'Night Visions' 이 있으며 대표 곡으로 〈Believer〉등이 있다. 2013년 아이언맨3: Heroes Fall 앨범에 Ready Aim Fire 란 노래가 수록 되었으며 헝거게임: 캣칭 파이어의 노래로 Who We Are 가 수록되었다.
2014년 10월 19일 서울 상암 월드컵 경기장에서 2014 리그 오브 레전드 월드 챔피언십 결승전 오프닝 공연으로 첫 내한공연을 가졌다. 곡 중에 〈Warriors〉는 리그 오브 레전드의 공식 대회인 리그 오브 레전드 월드 챔피언십 2014의 주제곡으로 사용되어 화제가 되었다.
한스 짐머와 스티브 자브론스키가 피처링 한 Battle Cry는 트랜스포머: 사라진 시대의 주제곡으로 쓰였다. 2015년 8월 13일에는 서울 올림픽공원 올림픽홀에서 단독 공연으로 공식적인 첫 내한공연을 했다.

## 구성원

### 현재 멤버
- 댄 레이놀즈
- 웨인 서몬
- 벤 맥키
- 다니엘 플라츠맨

### 이전 멤버
- 앤드류 톨만
- 브리티니 톨먼

## 음반 목록
- Night Visions (2012년)
- Smoke + Mirrors (2015년)
- Evolve (2017년)
- Origins (2018년)
- Mercury – Act 1 (2021년)
- Mercury – Acts 1 & 2 (2022년)
- Loom (2024)

## 음악 스타일 및 영향
이매진 드래곤스의 음악 스타일은 주로 얼터너티브 록, 팝 록, 인디 록, 일렉트로닉 록, 댄스 팝, 일렉트로 팝, 팝으로 묘사되어있다.
이매진 드래곤스의 보컬 댄 레이놀즈는 아케이드 파이어, 너바나, 뮤즈 (MUSE), 비틀즈, 폴 사이먼, 콜드플레이, 린킨 파크, 해리 닐슨, U2 같은 밴드의 예술적 영항을 받았다고 한다.

## 그 외
- 2017년 댄 레이놀즈는 퀴어 LGBT (성소수자) 들을 돕기위해 위한 러브라우드 페스티벌 (LoveLoud Festival)를 설립하였다.[6]
- 2013년 자신의 노래를 사랑해주었던 타일러 로빈슨이라는 소년이 암으로 사망하자 암과 싸우는 환자들을 돕기 위한 재단(tylerrobinsonfoundation.com)을 설립하고 Demons의 공식 뮤직비디오 뒷부분에 40초정도 분량의 추모 영상을 삽입한 후 유튜브에 게시하였다.

## 수상내역
- 빌보드 뮤직 어워드